# Lampona cumberland
Lampona cumberland är en spindelart som beskrevs av Norman I. Platnick 2000. Lampona cumberland ingår i släktet Lampona och familjen Lamponidae.
Artens utbredningsområde är Victoria, Australien. Inga underarter finns listade i Catalogue of Life.